# Patinoire L'île Lacroix
Il Patinoire L'île Lacroix è il nome con cui è comunemente noto il palazzo del ghiaccio di Rouen. Prende il nome dall'isola della Senna su cui sorge.
È stato realizzato all'inizio degli anni '90 dallo studio di architettura rouennese Artifact, ed inaugurato il 14 gennaio 1992. Dispone di due piste: una di 56x26 metri, aperta al pubblico; ed una di 60x30 che ospita le gare di hockey su ghiaccio dei Dragons de Rouen e che può accogliere 2747 spettatori.
Ha ospitato la fase finale della IIHF Continental Cup 2008-2009, 2011-2012, 2013-2014 e 2015-2016.
Fa parte del centro sportivo Guy Boissière, che è stato battezzato così nel 2006: in precedenza si chiamava centro sportivo Doctor Duchêne, ma nel 2006 il comune di Rouen ha deciso per il cambio della denominazione, dedicando a Duchêne lo spiazzo antistante il centro sportivo.